# 五阿弥ルナ
五阿弥 ルナ（ごあみ るな、別名義：五阿弥瑠奈）は、日本の歌手、声優、役者、作詞家、ミュージシャン。埼玉県出身（出生地は宮崎県）。長くフリーランスとして活動していたが、2024年4月、ドリーミュージックよりメジャーデビュー。劇伴歌唱のほか、主題歌・挿入歌、コンサート・ライブ、CMナレーション等で活動。バンドAJYSYTZ（アイシッツ）では作詞作曲・ピアノボーカルを務めた。

## 来歴・人物
ボーカリスト・作詞家/声優。早稲田大学第二文学部・表現芸術系専修卒業。ムーブマン所属後、現在は業務提携契約。
自由に声帯を使う表現で、アニメ・ドラマの劇伴歌唱で活動するほか、ライブ出演やアフレコ出演も。 小学生の頃からラジカセで採取した生活音と自分の声でラジオ番組を作るなど「音声」の世界にのめり込み、物語を創作。
4歳でピアノ、11歳でシンセサイザーと出会い作詞・作曲を始める。 
早稲田大学在学中、自腹で大学の機関紙に付録として付けたCDがきっかけとなり、オリジナル曲「ノイ」が坂本龍一氏に「独特の周波数を持つ声と才能」と称され、J-WAVE『RADIO SAKAMOTO（レディオ・サカモト）』にて放送、ブログ掲載される。ラジオ放送の歌声がLD&Kの関係者の耳に止まり、2007年より歌、ナレーションの仕事をスタート。CM曲歌唱のデビューはキユーピードレッシングだった。
バンド活動と並行して、テレビ作品の歌唱・作詞を担当。 2013年、林ゆうき作曲の「ガンダムビルドファイターズ」で劇中歌を担当。また同年から、全国の新体操の試技曲の歌唱を数多く担当した。
アドリブを得意とし、独特の造語やスキャットで初見で楽曲に歌唱参加できる。
2013年以降、ドラマ「アリスの棘」、ドラマ「Nのために」、NHK朝の連続テレビ小説「あさが来た」、アニメ「おそ松さん」、
アニメ「3月のライオン」、アニメ「ユリ熊嵐」等、数々の作品に劇伴歌唱や作詞で参加。
2019年、東京芸術劇場にて、ゲーム作品『Fate/Grand Order』のオーケストラコンサート（指揮・竹本泰蔵、東京都交響楽団、 新国立劇場合唱団）にボーカル出演。 
2020年、スクエア・エニックスの『NieR:Automata』の世界観と連動した舞台『少女ヨルハ』にて、生演奏のコーラスのエンディング曲の歌唱を担当。
2021年、TBS系列ドラマ「最愛」の挿入歌『saiai』の20秒ほどの声が注目され、誰が歌っているのかとネット上で話題になる。ビリー・アイリッシュやBjorkではないかと憶測が立つ中、日本人歌手だと判明すると日本人離れした歌声に驚く人が続出した。この歌はメロディメイクも含めて任され、本人がアドリブで歌ったものが使われたという。
2024年4月24日、配信シングル「PALPITATION」にてメジャーデビュー。

## ディスコグラフィー

### メジャー配信シングル
| 発売日        | タイトル    | 品番      | 備考 |
| ------------- | ----------- | --------- | ---- |
| 2024年4月24日 | PALPITATION | MU1D-1387 |      |

| 発売日         | タイトル | 品番      | 備考 |
| -------------- | -------- | --------- | ---- |
| 2024年10月23日 | Amulet   | MU1D-1393 |      |

| 発売日        | タイトル     | 品番      | 備考 |
| ------------- | ------------ | --------- | ---- |
| 2025年4月30日 | Ebb and Flow | MU1D-1402 |      |

## 主な歌唱・作詞作品
2025年
- 映画『アズワン/AS ONE』劇中曲 歌唱
- ドラマ『19番目のカルテ』劇中曲 歌唱
- アニメ『ガチアクタ』劇中曲作詞
- アニメ『Turkey!』劇中曲 架空語、歌唱
- アニメ『9-nine- Ruler's Crown』劇中曲 架空語、歌唱
- アニメ『ユア・フォルマ』劇中曲 メロディメイク、架空語、歌唱
- アニメ『FARMAGIA』劇中曲 架空語、歌唱
- ドラマ『クジャクのダンス、誰が見た?』劇中曲 架空語、歌唱
- ゲーム『プリンセスコネクト!Re:Dive』「星詠みの祈り唄」 にてブルガリアンボイスコーラス
- ゲーム『ヘブンバーンズレッド』劇中曲 架空語、歌唱

2024年
- ドラマ『わたしの宝物』劇中曲 共作曲、架空語、歌唱
- 映画『ラストマイル』劇伴歌唱、造語
- アニメ『NINJA KAMUI』劇伴歌唱
- アニメ『杖と剣のウィストリア』造語作詞、歌唱
- アニメ『伊藤潤二『マニアック』』造語作詞、歌唱、メロディメイク
- ドラマ『Destiny』劇伴メインテーマ コーラス
- ドラマ『大奥』歌唱
- アニメ映画『トラペジウム』挿入歌「恋愛DOCHU膝栗毛」歌唱参加
- ドラマ『JKと六法全書』造語作詞、歌唱
- アニメ『Paradox Live』挿入歌作詞、歌唱
- アニメ『NINJA KAMUI』歌唱
- 東京都庁「TOKYO CONCERTO 東京協奏曲」歌唱
- コンサート『十三機兵防衛圏オーケストラコンサート』歌唱出演
- あさいまり『追憶の幻想譚』造語作詞、歌唱

2023年
- 映画『シン・仮面ライダー』英語作詞
- アニメ『薬屋のひとりごと』歌唱
- アニメ『アンデッドアンラック』造語作詞、歌唱（1話、最終話挿入歌）
- ドラマ『波よ聞いてくれ』作詞&歌唱
- ドラマ『刑事7人 Season9』造語作詞、歌唱
- アニメ 『伊藤潤二 マニアック』造語作詞、歌唱
- 映画 「佐々木と宮野─卒業編─」造語作詞、歌唱
- ゲーム『アークナイツ』「Lullabye」日本語詞制作
- 「よじごじDays」歌唱
- アニメ『新・進化の実』歌唱
- ゲーム『勝利の女神:NIKKE』挿入歌「Hero」歌唱
- ゲーム『ウマ娘 プリティーダービー』挿入歌「DANCE!DANCE!“ROMAN”」コーラス
- コンサート『京伴祭』林ゆうきステージ飛び入り出演
- コンサート 「ゲーム『OMORI』3周年記念コンサート」コーラス
- あさいまり「夢…そしてまた、夢。」歌唱

2022年
- 映画『おそ松さん』（Snowman主演）造語作詞、歌唱
- 舞台『鬼滅の刃 其ノ参 無限夢列車』BGM作詞&歌唱
- アニメ『それでも歩は寄せてくる』歌唱
- ゲーム『コードギアス 反逆のルルーシュ ロストストーリーズ』造語作詞、歌唱
- ドラマ『寂しい丘で狩りをする』造語作詞、歌唱
- ドラマ『目の毒すぎる職場のふたり』造語作詞、歌唱
- ゲーム『Lost Metaverse』造語作詞、歌唱
- シナぷしゅ『トロトロレトロちゃん』歌唱
- ゲーム『Polkafantasy』造語作詞、歌唱
- ゲーム 『クイズRPG 魔法使いと黒猫のウィズ』 フェアリーコード5歌唱
- 舞台 『薔薇王の葬列』主題歌 作詞&歌唱 / 挿入歌作詞
- コンサート 林ゆうきコンサート ～劇伴食堂はやし屋 参～歌唱出演

2021年
- ドラマ 『最愛』 挿入歌「saiai」メロディメイク、造語、歌唱「Whispers of  the Past」造語作詞、歌唱
- 舞台『鬼滅の刃 其ノ弍 絆』BGM作詞&歌唱
- アニメ 『ドラゴンクエスト ダイの大冒険』 造語作詞、歌唱
- アニメ『シャーマンキング』ED曲「Courage Soul」作詞
- アニメ 『シャーマンキング』 作詞、歌唱
- アニメ『魔法科高校の優等生』英語作詞、歌唱
- ドキュメンタリー 『NHKスペシャル』 BS8K番組ドキュメンタリー「大英博物館」 造語作詞、歌唱
- ドラマ 『刑事7人』造語作詞、歌唱
- ドラマ 「NHKよるドラ  『閻魔堂沙羅の推理奇譚』 「Hell or Heaven」作詞・歌唱
- ドラマ 「ホット・ママ」歌唱
- ドラマ 『警視庁強行犯係・樋口顕』 歌唱
- 舞台『文学戯劇-宮沢賢治-星紡ギの夜』テーマソング「HOSHI」作詞・歌唱）
- ゲーム 『クイズRPG 魔法使いと黒猫のウィズ』 フェアリーコード4歌唱
- ゲーム 『春ゆきてレトロチカ』メインテーマ作詞・挿入歌作詞&歌唱
- 舞台『Break through jarny』テーマソング 作詞・歌唱

2020年
- コンサート 『林ゆうき』 10th Anniversary Concert ～劇伴食堂 はやし屋～ 歌唱出演
- 舞台 『少女ヨルハ Ver1.1a』コーラス出演・エンディング曲「Weight of the World/壊レタ世界ノ歌」舞台版歌唱
- 映画 『ぐらんぶる』 挿入曲歌唱
- アニメ 『オルタンシア・サーガ』造語作詞、歌唱
- アニメ 『ぶらどらぶ』 コーラス
- ゲーム 『クイズRPG 魔法使いと黒猫のウィズ』 フェアリーコード3歌唱
- アニメ『戦翼のシグルドリーヴァ』歌唱
- 映画 『かく恋慕』 主題歌「けぶる風、君の残り香」作詞・作曲、劇伴音楽
- 映画 『されど吉祥とする』主題歌「シャボン玉」、劇伴音楽
- コンサート 『林ゆうき』  ～劇伴食堂 はやし屋 弍～ 歌唱出演

2019年
- コンサート 『Fate/Grand Order』Orchestra Concert Perfomed by 東京都交響楽団 （ソロボーカル）
- アニメ 『さらざんまい』造語作詞、歌唱
- アニメ 『コップクラフト DRAGNET MIRAGE RELOADED』 劇中曲「mirage wind」作詞・歌唱
- アニメ 『白猫プロジェクト』 ZERO CHRONICLE 挿入歌「Stella」作詞・歌唱、「White fang」作詞・歌唱
- ドラマ『刑事7人』 歌唱
- アニメ 『Re:ゼロから始める異世界生活』  氷結の絆 コーラス
- アニメ 『戦翼のシグルドリーヴァ』 歌唱
- アニメ 『僕のヒーローアカデミア』 「有精卵 You Say Run  -JAPAN MIX-」「My Hero Academia -JAPAN MIX-」（歌唱）
- ゲーム 『クイズRPG 魔法使いと黒猫のウィズ』  フェアリーコード1 歌唱
- ゲーム 『クイズRPG 魔法使いと黒猫のウィズ』  フェアリーコード2 歌唱
- ゲーム 『クイズRPG 魔法使いと黒猫のウィズ』 覇眼戦線5 挿入歌「絆の欠片」 歌唱
- ゲーム 『クイズRPG 魔法使いと黒猫のウィズ』 6周年記念楽曲 コーラス

2018年
- 劇場版アニメ「えいがのおそ松さん』造語作詞、歌唱
- アニメ 『HUGっと!プリキュア』造語作詞、歌唱
- アニメ 『からくりサーカス』造語作詞、歌唱
- ドラマ 『NHK土曜時代劇 悦ちゃん』造語作詞、歌唱
- 舞台 『NORN9 ノルン+ノネット』アイオン役 、主題歌 作詞・作曲・歌唱
- コンサート ミュージックエンジン『UNDERTALE』コーラス出演
- NHKBSプレミアム 『学校へ行けなかった私が「あの花」「ここさけ」を書くまで』造語作詞、歌唱

2017年
- アニメ 『キラキラ☆プリキュアアラモード』造語作詞、歌唱
- 劇場版アニメ 『映画 プリキュアドリームスターズ!』造語作詞、歌唱
- アニメ 『ボールルームへようこそ』造語作詞、歌唱
- アニメ 『プリプリちぃちゃん!!』歌唱
- アニメ 『おそ松さん』 第2期 造語作詞、歌唱
- アニメ 『3月のライオン』第2シリーズ） 挿入歌作詞・造語作詞、歌唱

2016年
- アニメ 『3月のライオン』(第1シリーズ）作詞、歌唱
- 劇場版アニメ 『ONE PIECE FILM GOLD』造語作詞、歌唱
- ドキュメンタリー 『NHKスペシャル』 メガクライシス「MEGA CRISIS MAIN THEME」歌唱
- アニメ 伊藤潤二『コレクション』ポーラ・ベル役
- アニメ 『アンジュ・ヴィエルジュ』造語作詞、歌唱

2015年
- ドラマ NHK朝の連続テレビ小説『あさが来た』作詞、歌唱
- ドキュメンタリー  NHKスペシャル 『生命大躍進』歌唱
- アニメ 『ユリ熊嵐』造語作詞、歌唱
- アニメ 『おそ松さん』造語作詞、歌唱
- アニメ 『プラスティック・メモリーズ』挿入歌 「again & again 」英語作詞

2014年
- NHKドラマ 『吉原裏同心』メインテーマ歌唱、造語作詞、歌唱
- ドラマ 『アリスの棘』 挿入歌「Myosotis」作詞・歌唱
- ドラマ 『Nのために』挿入歌「forN vocal Ver.」作詞、劇伴歌唱
- ドラマ 『ディアシスターズ』歌唱
- ライブ 『kilk records presents “helping hand show”』ライブ出演

2013年
- ドラマ 『おトメさん』劇伴メインテーマ 造語作詞、歌唱
- アニメ 『ガンダムビルドファイターズ』「fairydance」歌唱
- 舞台イベント DAZZLE主催  『ASTERISK』歌唱参加

### 声の出演
- アニメ 『あつまれ！アマゾンキッズ しまじろうとあそぼう！』 ストロベリーひめ役
- 劇場版アニメ『しまじろうとうるるのヒーローランド』 ストロベリーひめ役
- ディズニーアニメ『バンピリーナとバンパイアかぞく』 フランケンの花嫁役
- 映画 『ミッドナイト・ラン』※テレビ朝日版ムービープラス追加録音　CA役
- 映画 『アレックスストレンジラブ』シエラ役、アレックスの少年時代役
- 海外ドラマ 『Xファイル』 リサ役
- 映画 『ナイトフォール』 マリー役
- 海外ドラマ 『ブラックリスト リデンプション』  フィリス役
- 海外ドラマ 『トゥー・オールド・トゥー・ダイ・ヤング』
- 海外ドラマ 『ジェシカ・ジョーンズ』女生徒、通行人
- 『世界ふしぎ発見！』ボイスオーバー 街の女性役、村の女性役

### 舞台出演
- 舞台 『フルコンタクト！』作詞、劇中歌唱アレンジ
- 舞台 『デルフィニア戦記』劇伴歌唱
- 舞台 エンテナ PLAY UNION 第八回公演「Dream Box」
- 舞台『マリア』ミリ役・エリ役
- 舞台コンサート夜長オーケストラ 公演『サロメ』 サロメ歌唱担当
- 舞台コンサート夜長オーケストラ『風待月コンサート』沙月役・ボーカル

### CM
- 花王8/4   歌唱、サウンドロゴ
- 花王リセッシュアロマチャージ CMナレーション、サウンドロゴ
- 資生堂アクアレーベル CM歌唱
- 花王 ソフィ「寝返りし放題」篇 ナレーション
- 日本郵政みまもりサービス  TVCM歌唱
- Panasonic 「ジアイーノ」 サウンドロゴ
- ファミリーマート　スイーツ篇  CM歌唱
- カネボウ コフレドール  CM歌唱
- キユーピードレッシング ツナ＆オニオン ＣＭナレーション
- ユニチャーム ＣＭナレーション
- 日本通運 ＣＭナレーション
- NN生命 ＣＭナレーション
- 三ツ矢サイダー CM歌唱
- 野村證券CM「芦ノ湖」篇「鶴見」篇ＣＭナレーション
- ACジャパン飛行撮影家・矢野健夫「美しい自然を、残そう。」篇ＣＭナレーション
- キリン氷結「やさしい果実の３％」篇ＣＭナレーション
- 味の素『がんばれ！ニッポン！の、カラダ』CM歌唱
- GREE ＣＭナレーション
- Panasonic 「ジアイーノ」サウンドロゴ
- Panasonic 「ナノイー X」サウンドロゴ
- 「RAKU-P」サウンドロゴ
- 「ナノバブル」CMナレーション
- 「Truebreath」CMナレーション
- 「京都フィナンシャルグループ」ＣＭナレーション
- 「ナノッシュ」CMナレーション
- 「キューピッド」CMナレーション
- 「ユースフルハウス」CMナレーション
- 「金家」CMナレーション
- 「リンデロン Vs プレミアム軟膏」CM曲歌唱参加
- 「文化シヤッター」CM サウンドロゴ
- 「カンロ 健康のど飴」CM歌唱